# Россия (пароход)
«Россия» —  российский пароход второй половины XIX века. Стал известен после того, как в ходе Русско-турецкой войны 13 декабря 1877 года у Анатолийского побережья захватил в плен турецкий пароход «Мерсина» с 800 турецкими солдатами и офицерами.
Построен в 1872 году как торговое судно, принадлежал «Русскому обществу пароходства и торговли». Водоизмещение 2600 тонн. 

## История
По заказу РОПиТ на судоверфи «A.Leslie & С0» в Ньюкасле (Англия) был построен и в январе 1872 года передан заказчику трехпалубный почтово-пассажирский пароход, получивший наименование «Россия». В ходе Русско-турецкой войны, 14 сентября 1877 года «Россия» была зачислена в состав Черноморского флота как пароход активной обороны.
В октябре—ноябре 1877 года в Николаеве  пароход «Россия» был довооружён (установлены: одна 229-мм и две 152-мм мортиры, шесть 203-мм, три 152-мм и два 107-мм орудия, три 44-мм скорострельных пушки Энгстрема и две 25,4-мм пушки Пальмкранца, шестовые и буксируемые мины, самодвижущиеся мины Уайтхеда, а также два паровых катера, приспособленные к применению мин), после чего приступил к крейсерским операциям в Чёрном море. Командующим пароходом стал капитан-лейтенант Н. М. Баранов, отличившийся незадолго до этого в качестве командира парохода «Веста».
13 декабря 1877 года крейсируя у побережья Турции «Россия» перехватила на пути из Босфора в порт Пендераклия крупный турецкий военный транспорт «Мерсина». После того как с «России» сделали предупредительный выстрел, «Мерсина» попыталась сбежать, однако мощная силовая установка позволила «России» быстро догнать турецкий пароход. После второго и третьего выстрелов русского корабля, «Мерсина» остановилась.
Затем на «Мерсину» отправились на паровом катере кавторанг Сутковой, лейтенант Зарин и несколько матросов с Андреевским флагом, который подняли на бизань-мачте поверх турецкого. Турки сдались. Ценный трофей был взят на буксир и на следующий день приведён в Севастополь. На взятом судне оказалось 700 солдат и 11 офицеров турецкой армии, 12 женщин и 3 детей (данные согласно рапорту Н. М. Баранова, но относительно числа пленных данные существенно разнятся; через год в докладе на имя императора он же назвал пленными 25 офицеров и 872 солдат; по Ведомости приёма в Севастополе пленных было 891 человек: 18 офицеров, 13 денщиков, 779 солдат - из низ 59 больных, 53 пассажира и их прислуги, 12 женщин и 3 детей, 9 человек прислуги при женщинах, 4 члена команды; а по докладу из того же Севастополя в Петербург оказалось 899 человек: 22 офицера, 15 денщиков, 798 нижних чинов, 48 пассажиров с прислугой, 12 женщин и 3 детей), 262 кг серебра высокой пробы и некоторое количество золота, очень важная военная корреспонденция, груз продовольствия. За успешную операцию Баранов был произведён в звание капитана 1-го ранга. Турецкий пароход был вооружён, вошёл в состав российского флота и получил название «Пендераклия» в честь одноимённого корабля и победы русского флота в 1829 году. Захват турецкого парохода с крупным отрядом турецких войск стал одним из наиболее значительных успехов русского флота на Чёрном море в войне.
В 1878 году пароход «Россия» возвратили РОПиТ. В 1913 году пароход был списан и переоборудован в блокшив. Во время Первой мировой войны блокшив использовался в Батуме для нужд Морского ведомства. В марте 1921 года блокшив в Батуме был передан Черномортрану, а в 1925 году сдан на слом.

## В искусстве

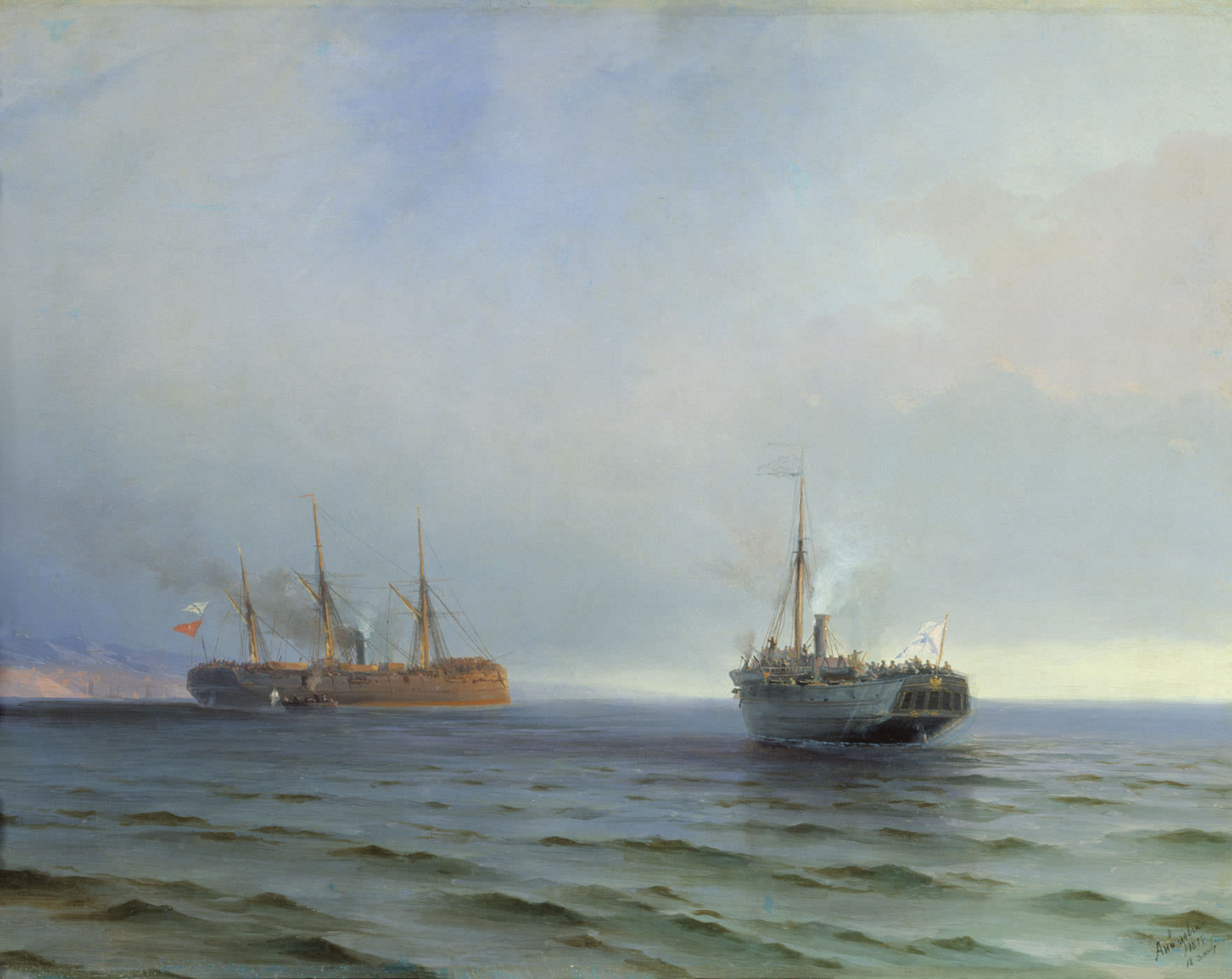
И. К. Айвазовский. Взятие пароходом Россией турецкого парохода Мерсина.
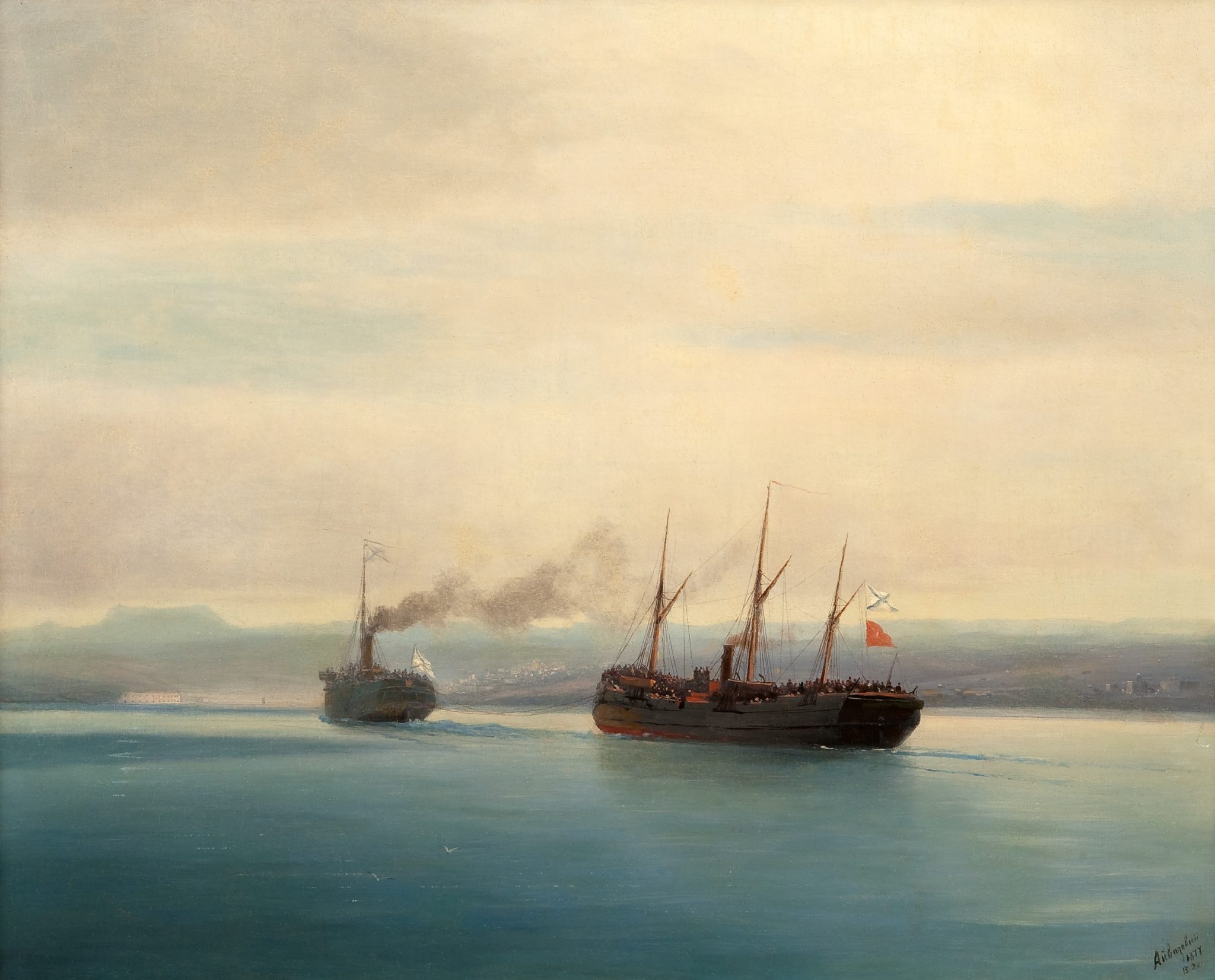
И. К. Айвазовский. Россия конвоирует Мерсину